# Quái vật hồ
Quái vật hồ là một thực thể sống ở hồ trong văn hóa dân gian. Một ví dụ nổi tiếng là Quái vật hồ Loch Ness. Miêu tả của quái vật hồ thường tương tự như quái vật biển.
Trong Motif-Index của Văn học dân gian, các thực thể được phân loại là "quái vật hồ", như Quái vật hồ Loch Ness của Scotland,  Chessie của Mỹ và Storsjöodjuret của Thụy Điển theo B11.3.1.1. ("rồng sống trong hồ").

## Giả thuyết
Theo nhà tự nhiên học Thụy Điển và tác giả Bengt Sjögren (1980), quái vật hồ ngày nay là biến thể của truyền thuyết cũ về tảo bẹ nước. Sjögren tuyên bố rằng các thông tin về quái vật hồ đã thay đổi trong lịch sử. Các báo cáo cũ thường nói về ngoại hình giống ngựa, nhưng các báo cáo hiện đại hơn thường có ngoại hình giống bò sát và khủng long hơn; ông kết luận rằng những con tảo bẹ huyền thoại đã phát triển thành quái vật hồ saurian ngày nay kể từ khi phát hiện ra khủng long và các loài bò sát dưới nước khổng lồ và phổ biến trong cả các tác phẩm khoa học hư cấu.
Những câu chuyện tồn tại trong một số biến thể ở nhiều quốc gia. Họ đã trải qua những gì Michel Meurger gọi là cụ thể hóa (Quá trình biến vật phẩm, hình vẽ, niềm tin và câu chuyện chung thành một tổng thể hợp lý) và trở thành truyền thuyết theo thời gian khi quan điểm của nhân loại về thế giới đã thay đổi.
Trong nhiều khu vực, đặc biệt là xung quanh hồ Loch Ness, hồ Champlain và thung lũng Okanagan, những quái vật hồ này đã trở thành những điểm thu hút khách du lịch.
Trong cuốn sách Quái vật hồ bí ẩn của Ben Radford và Joe Nickell,các tác giả cho rằng một số lượng lớn các trường hợp nhìn thấy nhầm lẫn rái cá. Ed Grabianowski âm mưu phân phối nhìn thấy quái vật hồ Bắc Mỹ. Sau đó, ông phủ lên sự phân phối của rái cá thông thường và tìm thấy một trận đấu gần như hoàn hảo. Nó chỉ ra rằng ba hoặc bốn rái cá bơi trong một dòng trông đáng chú ý giống như một sinh vật ngoằn ngoèo, gồ ghề nhấp nhô trong nước, rất dễ nhầm với một sinh vật nếu bạn nhìn thấy chúng từ xa. "Đây không phải là suy đoán. Tôi sẽ không làm điều này", Nickell nói. "Tôi đã nói chuyện với những người nhìn thấy những gì họ nghĩ là một con quái vật hồ, đến gần hơn và phát hiện ra nó thực sự là một dòng rái cá. Điều đó thực sự xảy ra." Rõ ràng, không phải mọi cảnh tượng quái vật hồ đều có thể được giải thích bằng rái cá, nhưng đó là một ví dụ tuyệt vời về cách nhận thức của chúng ta có thể bị đánh lừa.
Paul Barrett và Darren Naish lưu ý rằng sự tồn tại của bất kỳ động vật lớn nào bị cô lập (tức là, trong tình huống không có quần thể sinh sản tồn tại) là rất khó xảy ra. Naish cũng quan sát rằng những câu chuyện này có khả năng là tàn dư của những câu chuyện để giữ cho trẻ em tránh xa khỏi nước.
Đã có nhiều lần nhìn thấy quái vật hồ, và thậm chí một số bức ảnh, nhưng mỗi lần chúng được chứng minh là sự lừa dối có chủ ý, như Hồ George Monster Hoax, hoặc nghi ngờ nghiêm trọng về tính xác thực và tính xác thực đã xuất hiện, như với bức ảnh Mansi nổi tiếng của Champ.

## Ví dụ
Quái vật hồ nổi tiếng bao gồm:
- Nessie, ở hồ Loch Ness, Scotland
- Morag, ở Loch Morar, Scotland
- Sâu Lagarfljót, ở Lagarfljót, Iceland
- Ogopogo, ở hồ Okanagan, Canada
- Lariizardo, ở hồ Como, Ý
- Champ, ở hồ Champlain, Canada và Mỹ
- Memphre, ở Hồ Memphremagog, Canada và Mỹ
- Bessie, ở hồ Erie, Canada và Mỹ
- Nahuelito, ở hồ Nahuel Huapi, Argentina
- Muyso hoặc Monster of Lake Tota, ở Lake Tota, Colombia
- Van Gölü Canavarı hoặc Hồ Van Monster, ở Hồ Van, Thổ Nhĩ Kỳ
- Inkanyamba, ở thác Howick, Nam Phi
- Tessie, ở hồ Tahoe, Mỹ
- Quái vật hồ Flathead, hồ Flathead, Montana, Mỹ
- Lươn lông, sống trong vũng nước ở Punta de Anaga (Tenerife, Tây Ban Nha)